# Pointe de Jerbourg

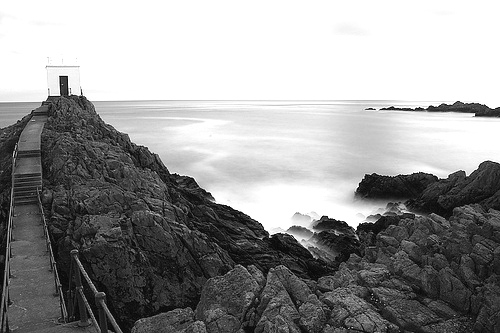
La pointe extrême de la péninsule de Jerbourg.

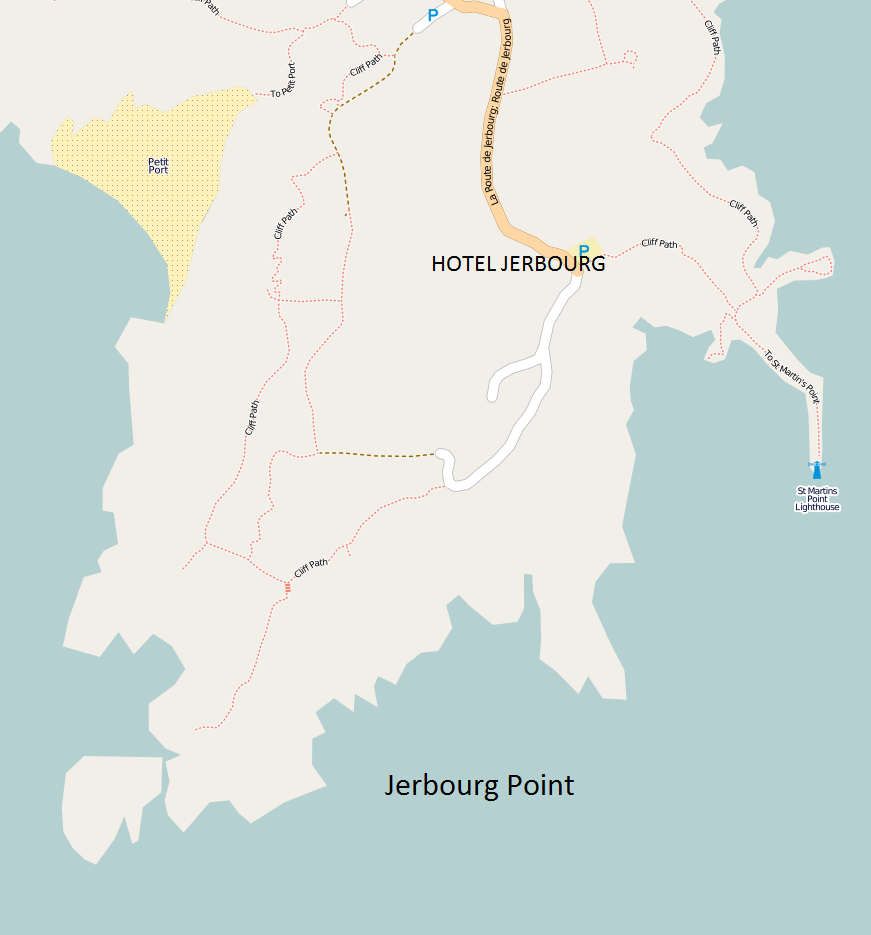
Carte de la pointe de Jerbourg.

La pointe de Jerbourg est une péninsule qui se prolonge dans le sud-est de l'île de Guernesey dans les îles anglo-normandes.

## Géographie
La pointe de Jerbourg est située dans la paroisse de Saint-Martin au sud-est de l'île de Guernesey, entre les paroisses de Saint-Pierre-Port au nord, Saint-André-de-la-Pommeraye au nord-ouest et La Forêt au sud-ouest. Elle constitue avec la pointe Icart et la pointe de la Moye, les trois avancées terrestres des paroisses de Saint-Martin et de La Forêt. À l'ouest de la pointe de Jerbourg s'étend la baie du Moulin Huet et la baie du Saint.
La pointe de Jerbourg se caractérise par de hautes falaises surplombant la mer et la passe maritime du Petit Ruau qui sépare l'île de Guernesey des îles de Herm et de Sercq. 
De petites plages, telle que celle du "Petit Port" et des baies sont enserrées entre de hautes falaises. Le peintre Renoir a été inspiré par la baie de Moulin Huet. La péninsule de Jerbourg se termine à l'ouest par la baie des Saints elle-même encadrée par une autre pointe rocheuse, la pointe Icard.

## Histoire
Les hommes ont vécu sur cette pointe escarpée depuis le néolithique, l'âge du bronze et la période médiévale. Il a donc une longue histoire d'établissement d'habitations et de systèmes de défense, sous forme de monticules et de fossés, compte tenu de sa situation stratégique. Selon Gustave Jules Dupont dans Histoire du Cotentin et de ses îles édité en 1870, il y a des travaux de terrassement conçus comme un camp ou un fort défendable qui commencent du côté ouest au sommet de la falaise jusqu'au bout du chemin descendant vers la crique du « Petit Port » à l'ouest. Des poteries ont été trouvées dans diverses parties de la pointe de Jerbourg. Des artefacts en pierre, des couteaux en silex et une dizaine de pointes de flèches datant du néolithique et de l'âge du bronze, soit environ 2000 av. J.-C. ont été découverts dans les terrassements qui s'étendent de la baie Portelet à l'ouest jusqu'à la baie des Murs près de la baie du Nez. Trois murs fortifiés se succèdent en parallèle, le plus ancien date de vers 1200 av. J.-C., le deuxième plus élaboré est daté de vers 500 av. J.-C. et le dernier constitué de grosses pierres date de vers 200 av. J.-C. Des fossés furent creusés entre les différents murs.
Au XIXe siècle, fut mis au jour un trésor de l'époque romaine. Il contenait des drachme frappés à Alexandrie sous les règnes des empereurs romains Probus, Carus, Numérien, Carin, Dioclétien et Maximien Hercule.
En 1331, Mathieu de Samarès, seigneur de Samarès et du manoir de Samarès, était le capitaine du fortin de Jerbourg sous le règne du roi d'Angleterre Édouard III. Ce fortin était dominé par un petit donjon qui servait de réserve à blé. En 1338, les troupes françaises occupent l'île de Guernesey. Pierre de Samarès qui a succédé à Mathieu, s'échappe depuis la baie de Petit Port à l'ouest de la pointe de Jerbourg pour gagner l'île de Jersey. Pierre de Samarès retournera dans son île de Guernesey qu'en 1345, après le départ des troupes françaises.
En 1780, Matthew de Sausmarez proposa de réparer la tour de guet délabrée de Jerbourg. Finalement cette tour sera démolie en 1816 après l'exil de Napoléon Ier.

## Légende
Une légende populaire racontée dans Le Petit Bon Homme Andriou à Guernesey parle d'un druide, la dernière personne à Guernesey à se convertir au christianisme. Ce druide n'était pas disposé à se convertir au christianisme alors que tous ses camarades l'avaient déjà fait. Il a donc décidé de se retirer dans une grotte isolée dans la falaise de la pointe de Jerbourg. De cet endroit, il avait l'habitude de surveiller la mer. Pendant une forte tempête, il aperçut un navire qui s'approchait dangereusement vers les rochers de la péninsule de Jerbourg. Le druide, effrayé par cette scène, a offert des prières à ses dieux païens pour sauver le navire et ses passagers. Comme le coup de vent ne se calmait pas et que l'accident devenait imminent, il a prié le dieu chrétien avec le vœu que si le navire était sauvé, il se convertirait au christianisme et construirait une chapelle pour la Vierge Marie. Comme la providence le voulait, la tempête s'apaisa et le désastre que le navire vint se disloquer contre les falaises de la péninsule de Jerbourg fut évité. Une chapelle a été construite où est située actuellement l'école primaire de Saint-Martin.

## Notes et références

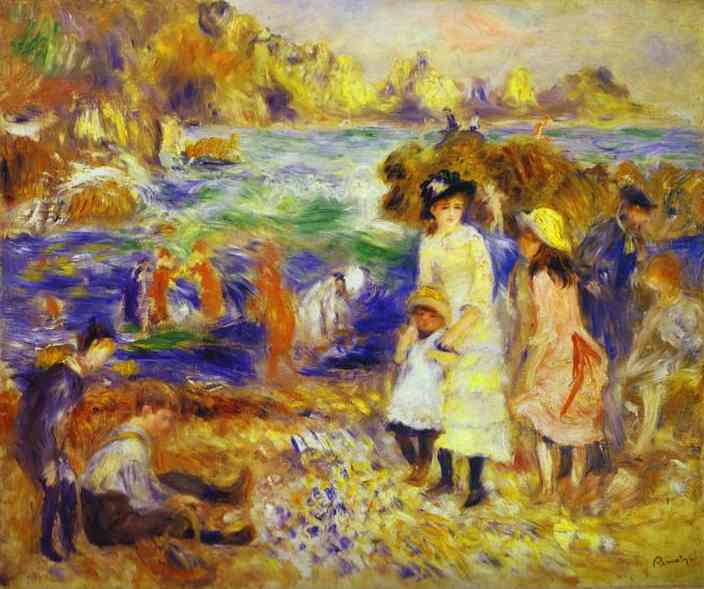
Enfants sur la plage de Guernesey par Auguste Renoir, peint au lieu-dit de « Petit Port » le long de la pointe de Jerbourg.